# Kinnekullekalksten

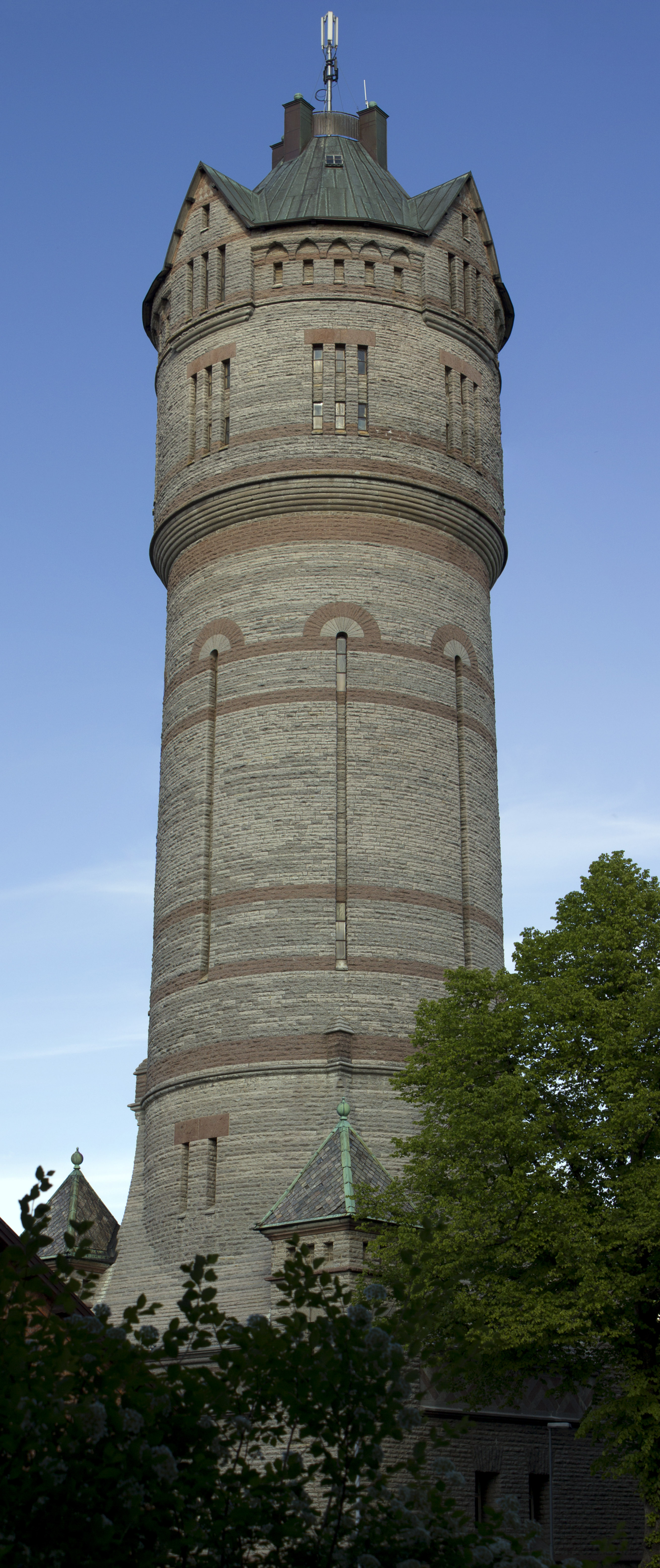
Gamla vattentornet, Lidköping.

Kinnekullekalksten är en svensk kalksten som bryts på Kinnekulle i Västergötland.
Kinnekullekalksten har brutits sedan medeltiden och användes bland annat till Alvastra kloster. Den är ljusgrå eller röd, beroende på lager. Vid Råbäcks egendom grundade Carl Klingspor 1888 Råbäcks mekaniska stenhuggeri, som tillverkade byggnadskalksten, såsom trappor, golv, fönsterbänkar, friser och portaler, men även gravstenar, trädgårdssten och annat. Vid sekelskiftet 1900 sysselsattes 25 man i stenbrottet och ungefär samma antal i vidareförädlingen. Verksamheten lades ned 1970.
Några andra större stenhuggerier som funnits på Kinnekulle var Hellekis mekaniska stenhuggeri (verksamt 1861-1890) , Gössäters mekaniska stenhuggeri (1877-1951) samt Bröderna Claessons stenhuggeri.
Brytning och bearbetning sker idag endast vid Thorsberg Stenhuggeri AB, beläget söder om Gössäter.

## Användning av kinnekullekalksten
- Gamla vattentornet i Lidköping av Ernst Torulf, 1899–1902
- Portal, altarbord, korgolv och gångar i Hönsäters kapell
- Jugendportal, Linnegatan 42 i Stockholm
- Kolonnerna till lusthuset på Villa Giacomina i Lidköpings kommun
- I fasaden till Skandiahuset vid Mynttorget i Stockholm